# 桥头乡 (张家界市)
桥头乡，是中华人民共和国湖南省张家界市永定区下辖的一个乡镇级行政单位。

## 行政区划
桥头乡下辖以下地区：
高枫村、熊家乪村、长岭岗村、丫角山村、桥头村、梅家坪村、双岗村、张家塔村、李家峪村、唐家溪村、伍家峪村、肖家峪村、粟家台村、梅子溪村和向家坪村。